# Larry Staverman
Larry Joseph Staverman (nacido el 11 de octubre de 1936 en Newport, Kentucky y fallecido el 12 de julio de 2007 en Edgewood, Kentucky) fue un jugador y entrenador de baloncesto estadounidense que disputó cinco temporadas en la NBA y dos más en la ABL. como entrenador, dirigió durante una temporada y media a los Indiana Pacers de la ABA y una temporada a los Kansas City Kings de la NBA. Con 2,01 metros de estatura, jugaba en la posición de ala-pívot.

## Trayectoria deportiva

### Universidad
Jugó durante tres temporadas en el Villa Madonna College, hoy conocido como Thomas More College, en Kentucky, donde al graduarse acabó como líder histórico en puntos (1673) y en rebotes (1.114). Actualmente ocupa la tercera posición en anotación y la segunda en rebotes. Es uno de los dos únicos jugadores de la historia de la universidad en lograr más de 1000 puntos y 1000 rebotes.

### Profesional
Fue elegido en la sexagésimo cuarta posición del Draft de la NBA de 1958 por Cincinnati Royals, con los que disputó tres temporadas como suplente, siendo la más destacada la última de ellas, la 1960-61, en la que promedió 4,6 puntos y 4,3 rebotes por partido.
Tras terminar contrato, en 1961 ficha por los Kansas City Steers de la ABL, donde disputa las dos temporadas que dura la competición, acabando como el cuarto mejor anotador de la misma, promediando 18,5 puntos por partido, a los que añadió 8,7 rebotes y 2,8 asistencias. Ganó el campeonato en la inconclusa última temporada, siendo además elegido en el mejor quinteto de la competición.
Tras desaparecer la liga, ficha mediada la temporada 1962-63 por los Chicago Zephyrs, de vuelta a la NBA. Allí juega como suplente de Terry Dischinger, promediando 7,2 puntos y 4,8 rebotes por partido.
Al año siguiente el equipo se marcha a Baltimore convirtiéndose en los Baltimore Bullets, y poco después de comenzada la temporada es traspasado a Detroit Pistons a cambio de Kevin Loughery, quienes a su vez, semanas después, lo envían a los Cincinnati Royals en un trueque entre tres equipos, en el cual los Royals envían a Bob Boozer a New York Knicks, los Pistons hacen lo propio con Johnny Egan, mientras que los Knicks envían a Donnie Butcher y Bob Duffy a Detroit. en el equipo que empezó su carrera profesional, también la terminaría, promediando en su última campaña 4,0 puntos y 2,8 rebotes por partido.

## Estadísticas de su carrera en la NBA

### Temporada regular
| Temporada | Edad | Equipo            | Liga | P   | TIT | MIN  | TC  | TCA | %TC  | 3P | 3PA | %3P | TL  | TLA | %TL   | R.OF. | R.DEF. | REB | ASIS | ROB | TAP | PER | FP  | PTS |
| 1958-59   | 22   | Cincinnati Royals | NBA  | 57  |     | 11.9 | 1.8 | 3.8 | .470 |    |     |     | 0.8 | 1.0 | .763  |       |        | 3.8 | 0.9  |     |     |     | 1.8 | 4.3 |
| 1959-60   | 23   | Cincinnati Royals | NBA  | 49  |     | 9.8  | 1.4 | 3.0 | .470 |    |     |     | 1.0 | 1.3 | .734  |       |        | 3.7 | 0.7  |     |     |     | 2.0 | 3.8 |
| 1960-61   | 24   | Cincinnati Royals | NBA  | 66  |     | 14.3 | 1.7 | 3.8 | .446 |    |     |     | 1.2 | 1.4 | .849  |       |        | 4.3 | 1.3  |     |     |     | 2.5 | 4.6 |
| 1962-63   | 26   | Chicago Zephyrs   | NBA  | 33  |     | 18.2 | 2.8 | 5.9 | .485 |    |     |     | 1.5 | 1.9 | .790  |       |        | 4.8 | 1.3  |     |     |     | 2.8 | 7.2 |
| 1963-64   | 27   | TOTAL             | NBA  | 60  |     | 11.2 | 1.6 | 3.5 | .462 |    |     |     | 1.2 | 1.5 | .767  |       |        | 2.9 | 0.5  |     |     |     | 2.0 | 4.4 |
| 1963-64   | 27   | Baltimore Bullets | NBA  | 6   |     | 16.5 | 1.0 | 2.3 | .429 |    |     |     | 0.7 | 0.7 | 1.000 |       |        | 2.2 | 0.3  |     |     |     | 1.2 | 2.7 |
| 1963-64   | 27   | Detroit Pistons   | NBA  | 20  |     | 12.8 | 2.2 | 4.1 | .537 |    |     |     | 1.3 | 2.0 | .667  |       |        | 3.5 | 0.6  |     |     |     | 2.5 | 5.7 |
| 1963-64   | 27   | Cincinnati Royals | NBA  | 34  |     | 9.4  | 1.4 | 3.4 | .414 |    |     |     | 1.1 | 1.4 | .830  |       |        | 2.8 | 0.5  |     |     |     | 1.8 | 4.0 |
| Total     |      |                   | NBA  | 265 |     | 12.8 | 1.8 | 3.8 | .465 |    |     |     | 1.1 | 1.4 | .785  |       |        | 3.8 | 0.9  |     |     |     | 2.2 | 4.7 |

### Playoffs
| Temporada | Edad | Equipo            | Liga | P | MIN | TCA | TC | 3PA | 3P | TLA | TL | R.OF. | REB | ASIS | ROB | TAP | PER | FP | PTS | %TC  | %3P | %FT  | MIN  | PTS | REB | AST |
| 1963-64   | 27   | Cincinnati Royals | NBA  | 7 | 70  | 11  | 23 |     |    | 15  | 19 |       | 26  | 5    |     |     |     | 16 | 37  | .478 |     | .789 | 10.0 | 5.3 | 3.7 | 0.7 |
| Total     |      |                   | NBA  | 7 | 70  | 11  | 23 |     |    | 15  | 19 |       | 26  | 5    |     |     |     | 16 | 37  | .478 |     | .789 | 10.0 | 5.3 | 3.7 | 0.7 |

### Entrenador
Comenzó su andadura como entrenador ejerciendo de asistente en los Notre Dame Fighting Irish de la División I de la NCAA, permaneciendo dos años, entre 1965 y 1967. En 1967 ficha por los Indiana Pacers de la ABA, convirtiéndose en el primer entrenador de la historia de la franquicia, donde en su primera temporada consigue 38 victorias y 40 derrotas.
Al año siguiente, tras un comienzo con sólo 2 victorias en 9 partidos, es reemplazado por Slick Leonard, dejando los banquillos hasta que en 1977 es contratado como asistente por los Kansas City Kings de la NBA, haciéndose cargo del equipo como entrenador principal tras la destitución de Phil Johnson, acabando la temporada con 18 victorias y 27 derrotas.